# Programme d'options spécifiques à l'éloignement et à l'insularité
Le Programme d'options spécifiques à l'éloignement et à l'insularité, ou POSEI, anciennement POSEIDOM, est un programme de l'Union européenne visant à aider les agricultures locales des régions ultrapériphériques (RUP). À son lancement en 1981, le programme est d'abord baptisé POSEIDOM avant d'être renommé POSEI en 1986 lors de l'adhésion de l'Espagne et du Portugal à l'Union. 
Le POSEI s'applique actuellement aux départements d'outre-mer français (Guadeloupe, Guyane, La Réunion, Mayotte, et Saint-Martin) et aux îles espagnoles (Canaries) et portugaises (Açores et Madère). 
Ce programme vise à stimuler la production agricole et agroalimentaire des RUP en favorisant les filières dites traditionnelles et en facilitant l'importation d'intrants nécessaires au développement agricole. Le programme entend ainsi répondre aux besoins spécifiques de ces territoires résultant de leur faible superficie exploitable et de leur climat. Le programme est alimenté par le Fonds européen agricole de garantie et par les budgets nationaux des pays concernés auxquels les RUP sont rattachés.
En France, où Saint-Martin est également concernée, les aides du programme sont versées par l'Office de développement de l'économie agricole d'outre-mer, ou ODEADOM.